# Mitzitón
Mitzitón es una localidad del estado mexicano de Chiapas. Es parte del municipio de San Cristóbal de Las Casas.

## Demografía
| Gráfica de evolución demográfica |
|                                  |

| Censo | Población |
| ----- | --------- |
| 1990  | 1 049     |
| 2000  | 1 343     |
| 2010  | 1 293     |
| 2020  | 1 046     |